# Ярова вулиця (Київ)
Я́рова ву́лиця — вулиця в Солом'янському районі міста Києва, місцевість Олександрівська слобідка. Пролягає від Клінічної до Костопалівської вулиці (двічі).
Прилучається Університетська вулиця.

## Історія
Вулиця виникла на початку 1950-х років, мала назву Я́рова (через особливості рельєфу). 1957 року отримала назву вулиця Гаврилюка, на честь письменника-комуніста Олександра Гаврилюка.
Сучасна (відновлена історична) назва — з 2023 року.